# Westballz
Weston Dennis (né le 8 décembre 1991), connu sous le pseudonyme Westballz, est un joueur professionnel de Super Smash Bros.Melee originaire de Burbank qui joue les personnages Falco et Fox.

## Biographie
Weston Dennis naît le 8 décembre 1991. Il grandit à Burbank, et étudie à John Burroughs High School, mais abandonne ses études avant la fin de son cursus au lycée.

## Carrière
À MLG Anaheim 2014, il bat notamment le "Dieu" Mango avec un score de 3-0, et le bat à nouveau à MVG Sandstorm 3-1. Au même tournoi, il compte aussi une victoire contre Hungrybox.
Le 2 juillet 2015, Westballz rejoint l'équipe Tempo Storm aux côtés de Jeffrey "Axe" Williamson,. La même année, ses performances sont inégales mais incluent certains résultats bien au-dessus de ses attentes. À la Dreamhack Winter 2015, il bat Leffen 3-1. Il est classé 8e joueur mondial dans le classement SSBMRank en 2015.
À Battle of the 5 Gods, en 2016, Westballz gagne contre PPMD : il s'agit du troisième Dieu de Melee contre qui il compte au moins une victoire, et il lui reste Armada et Mew2King. Le 11 juillet 2016, Westballz rejoint G2 Esports et devient leur premier joueur sponsorisé de Super Smash Bros. Melee. Il est classé à nouveau huitième mondial en 2016.
En 2017, ses performances se détériorent notablement. Son classement dégringole et il est placé 18e mondial à la fin de l'année 2.
En août 2018, il prend la deuxième place du tournoi Heir 5, battu seulement par le Suédois Leffen.

## Style de jeu
Wesballz est reconnu comme joueur de Falco le plus technique au monde, et un des meilleurs joueurs mondiaux de ce personnage aux côtés de PPMD et Mango,. Il s'est aussi illustré avec Captain Falcon et Fox.
Il privilégie habituellement un jeu rapide, technique et agressif. Il lui arrive régulièrement d'effectuer une action extrêmement technique mais d'ensuite perdre une vie avec une erreur de débutant. Il est donc souvent associé à une « musique de cirque » par la communauté compétitive du jeu, avec le qualificatif « Westballz peut gagner contre n'importe qui et perdre contre n'importe qui ».